# Mising (peuple)

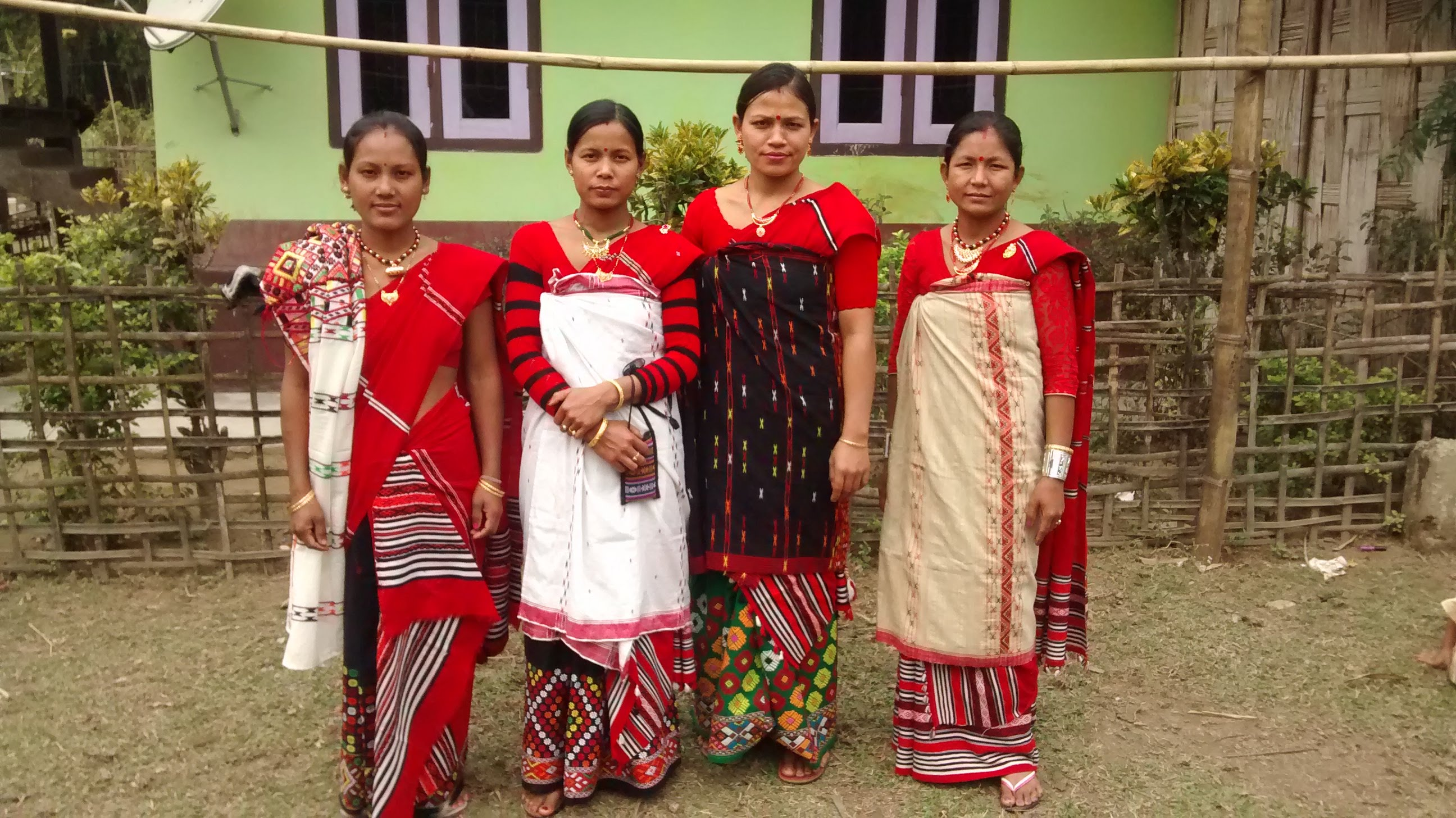
Tenues traditionnelles Mising (2016)

Les Mising ou Mishing, parfois appelés Miri, sont une communauté indigène qui habite certaines parties des États indiens de l'Assam et de l'Arunachal Pradesh. Ils étaient, par le passé, également connus sous le nom de Miris et sont toujours reconnus en tant que Miris dans la Constitution de l'Inde. 
Cette tribu est par ailleurs répertoriée par le gouvernement indien sous le nom de « Miri ». 
Leur langue, le Mising, fait partie de la branche tani de la famille des langues sino-tibétaines.

## Étymologie
« Mising » est un endonyme et signifie littéralement « homme de la terre ». 
« Miri », en revanche, est un exonyme communément utilisé par les Assamais des plaines. Les origines de ce terme font encore l'objet de nombreux débats : certains érudits coloniaux affirmèrent que « miri » faisait référence à leur statut d'intermédiaires entre les peuples des plaines de la vallée du Brahmapoutre et les tribus des collines au nord, tandis que d'autres, comme Grierson (1909), pensaient qu'il signifiait « gentihomme », tandis que Crooks l'interprétait comme « homme des collines ». 
Des études plus récentes associent les miri à des « fonctionnaires » religieux de certaines tribus Tani des collines. Selon ce point de vue, lorsque les Mising migrèrent vers les plaines, ils furent identifiés comme venant du Miri pahar («collines Miri»), dont la dimension magique aurait été célèbre à l'époque, et le nom resta.

## Histoire
Les Mising appartiennent au plus grand groupe du tani, parlant des langues sino-tibétaines et comprenant de nombreuses tribus de l'Arunachal Pradesh en Inde et au Tibet. 
Toutes les tribus Tani partagent des similitudes linguistiques, culturelles et génétiques. Ils ont la plus grande similitude avec les peuples Tani de la région de Siang-Subansiri, en particulier les Padam-Miniyong.
La première mention des Mising vient du royaume d'Ahom au début du XVIIe siècle, lorsque les Mising étaient encore des tribus montagnardes indépendantes au nord de la vallée du Brahmapoutre. 
En 1615, les Mising attaquèrentle territoire d'Ahom et les troupes envoyées pour les maîtriser échouèrent. 
En 1655, les Mising lancent un autre raid qui aboutit à une contre-attaque des forces Ahom au cours de laquelle les Misings furent battus. Ces derniers accèptent alors de payer un tribut annuel aux Ahoms et donnèrent 12 hommes aux Ahoms pour les deux qu'ils avaient brûlés. 
Par la suite, de nombreux Mising obtiennent des postes élevés dans l'administration Ahom, preuve d'un plus grand contact culturel avec les Assamais par rapport aux autres tribus montagnardes.
Il n'y a pas d'histoire écrite des Mising, ni concernant leur migration de l'Himalaya vers les plaines de l'Assam. Mais leur histoire fut transmise oralement sous la forme de chansons et de folklore par les ancêtres de génération en génération et est toujours répandue dans leur société. 
Bien qu'ils fussent initialement des habitants des collines, ils migrèrent vers les plaines au XVIIe siècle et commencèrent à vivre sur les rives des rivières de l'Assam. La raison de ce changement d'habitat n'est pas connue, mais une théorie avance que les Mising vivant actuellement dans les plaines de l'Assam ne constituaient pas au départ une seule tribu, mais qu'elle a évolué en une seule lorsque de nombreuses tribus de diverses tribus Tani de l'Arunachal Pradesh migrèrent vers les plaines de l'Assam. 
Ceci peut expliquer la présence de nombreux clans Mising avec différents dialectes Mising ainsi que différents niveaux de développement. Selon les historiens, les Mising descendirent en plaine en deux groupes: les Barogam et les Dohgam. 
D'autres théories affirment que les Mising des régions montagneuses de la région de Subansiri-Siang étaient subordonnés aux Abors et ont donc migré vers les plaines pour échapper à leur sort. 
Des contes populaires Mising parlent d'une embuscade contre des soldats birmans par des Misings sur le Brahmapoutre, ce qui implique que les Mising étaient bien établis en Assam avant les invasions birmanes de 1817.
Au début de la période britannique, les Misings continuaient à se déplacer des collines vers les plaines, mais même eux continueraient à faire face aux raids de leurs anciens suzerains Abor. Les administrateurs britanniques tentèrent de forcer de nombreux Misings à retourner dans les collines et sous leur ancien statut subordonné. Cependant, lorsque les Britanniques pacifièrent les tribus des collines, les Misings vécurent en paix dans les plaines.
En 1924, des tribus Mising instruites formèrent leur « Grande Assemblée des Mising » (« Mising Bane Kebang ») à présent la plus importante organisation Mising.

### Mouvements autonomistes
Les Misings disposent actuellement d'une certaine autonomie d'État sous le Conseil autonome des Misings (MAC), qui a été formé en 1995 à la suite de violents affrontements au début des années 1990 pour une plus grande autonomie. MAC comprend 40 circonscriptions dans huit districts du haut Assam comprenant des zones centrales et des zones satellites. Les conseillers exécutifs (CE) de 36 circonscriptions sont élus démocratiquement tandis que 4 autres membres sont représentés par le gouvernement au pouvoir d'Assam. Des tensions existent entre la tribu Mising et d'autres communautés concernant l'inclusion de quelques villages non-Mising dans MAC. Bien qu'aucune violence n'ait eu lieu entre les Misings et les non-Misings, certains syndicats non-Mising se sont toutefois heurtés à la police. La zone MAC constitue plus de 60% de la population ST et les autres communautés sont minoritaires. 
La plupart des Misings résident aujourd'hui dans les districts de Dhemaji et Lakhimpur, à la frontière de l'Arunachal Pradesh, tandis qu'un nombre important est également présent dans le district de Majuli. 
Depuis 1983, les organisations Mising demandent le statut de « sixième annexe » en vertu de la Constitution indienne. Diverses organisations nationalistes Mising ont été formées, comme Takam Mising Porin Kébang (Union des étudiants Mising) et Mising Bahne Kebang (Conseil Mising) après l'inclusion de l'éducation dans les zones Mising.

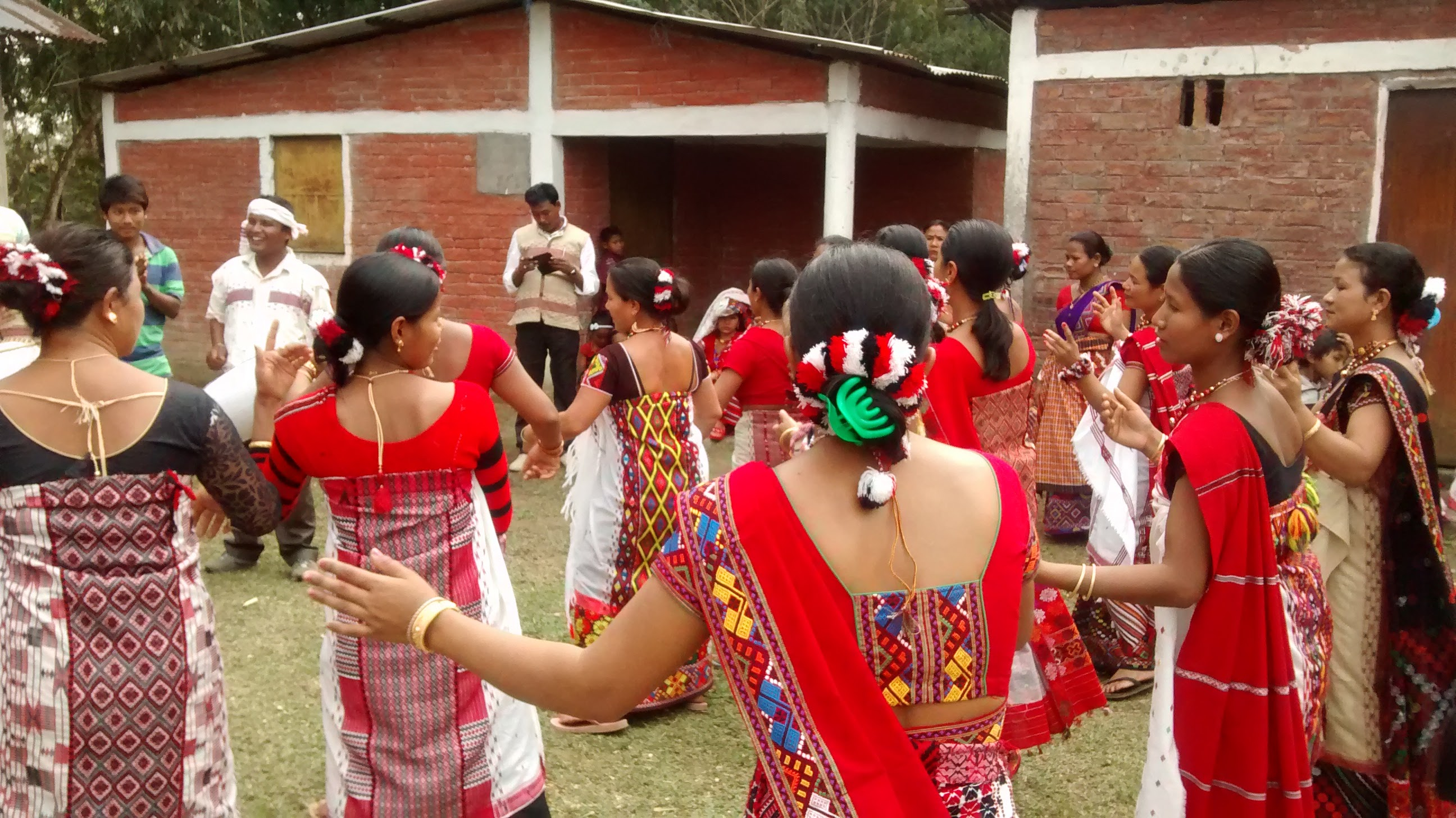
Femmes Mising dansant sur Ali Ayé Lígang, une fête traditionnelle des Misings

## Population
Selon le recensement indien réalisé en 2011, la population de Mising en Assam est d'environ 7 lakhs avec un bon ratio homme-femme. 
Ils vivent principalement dans dix districts de l'Assam : Dhemaji, Lakhimpur, Sonitpur, Tinsukia, Dibrugarh, Sivasagar, Majuli, Charaideo, Jorhat et Golaghat, et dans trois districts de l'Arunachal Pradesh : East Siang district, Lower Dibang Valley et Lohit. 
Les villages Mising les plus importants de l'Arunachal Pradesh comprennent Oyan et Namsing, dans le district de East Siang. À Namsai (district de Lohit) on trouve un bon nombre de Mising, en particulier dans les environs du village de Silatoo Mising.

## Culture

### Musique et danse
Les Misings ont une variété de différents types de chansons folkloriques :
- Ahbang : un verset d'hymne de louange et d'adoration des dieux et des déesses. Il est chanté par le Mibu (prêtre) lors de rituels. Il existe également des Ahbangs communautaires généralement utilisés à Pobua ou Porag, un festival rituel, priant pour de meilleures récoltes, la santé et le bonheur.

- Kaban - C'est l'une des plus anciennes formes de chansons folkloriques Mising. C'est une musique de lamentation qui rappelle des événements tristes. À la mort d'un être cher, les femmes éclatent en une sorte de cri et de chant qui, pour un étranger, peut sembler drôle.

- Tebo Tekang - C'est une romance, racontant des rencontres amoureuses.

- Siuhung Nitom - C'est une chanson mélancolique, chantée dans des endroits isolés comme la jungle.

- Bini - Ce sont des berceuses chantées à la maison ou dans les champs (lorsque le bébé accompagne la mère sur le terrain). Le bébé est attaché dans le dos de la mère ou de la jeune nourrice.

- Midang Nitom - Ceci est généralement chanté au moment d'introduire une mariée dans son nouveau foyer, souvent pour la taquiner. Celles-ci sont également plutôt mélancoliques, car elles dépeignent la tristesse des mariées qui pleurent d'être séparées de sa famille, de ses amis et de l'environnement familier de l'enfance.

- Oi Nitom - C'est la forme la plus populaire de chanson folklorique Mising, chantée par les jeunes Mising lorsqu'ils travaillent ou se déplacent dans les champs, les bois, etc. Elle fait partie intégrante du Mising Soman (danse). Il a une variété de thèmes allant de la romance, l'humour, la tragédie et les motifs socio-culturels. Chaque ligne dans un Oi-Nitom est de sept syllabes.

Les Misings ont une riche musique folklorique. En dehors du dumdum, du luhpi, du lehnong, du marbang, du bali, etc. utilisés dans la danse Gumrag et qui sont communs à d'autres locaux, voici les types typiques d'instruments traditionnels joués dans la musique folklorique mising : ejuk tapung, derki tapung, tumbo tapung, tutok tapung, ketpong tapung, gekre tapung, dendun, dumpak corég, gunggang, tulung etc. Ce sont principalement des instruments à vent en bambou. Le Yoxa (épée) est utilisé comme instrument de musique par le prêtre (Mibu) lors de danses religieuses.
Il existe de nombreux types de danses Mising, et chacune a ses règles particulières. Le Gumrag est exécuté cinq fois en cercle. Les tambours et les cymbales sont les instruments de musique habituels de ces danses.
- Mibu Dagnam est une danse sacerdotale exécutée principalement pendant Po:rag – la fête des récoltes – et observée dans le Murong, la salle communautaire des Misings. Le prêtre chante l'Ahbang en exécutant cette danse rituelle.

- Selloi - C'est une sorte de chant et de danse joyeux souvent exécutés pour le plaisir, par de jeunes garçons et filles avec accompagnement de tambours ou de cymbales. Elle symbolise le commencement historique de l'afflux des Mising des collines vers les plaines de l'Assam.

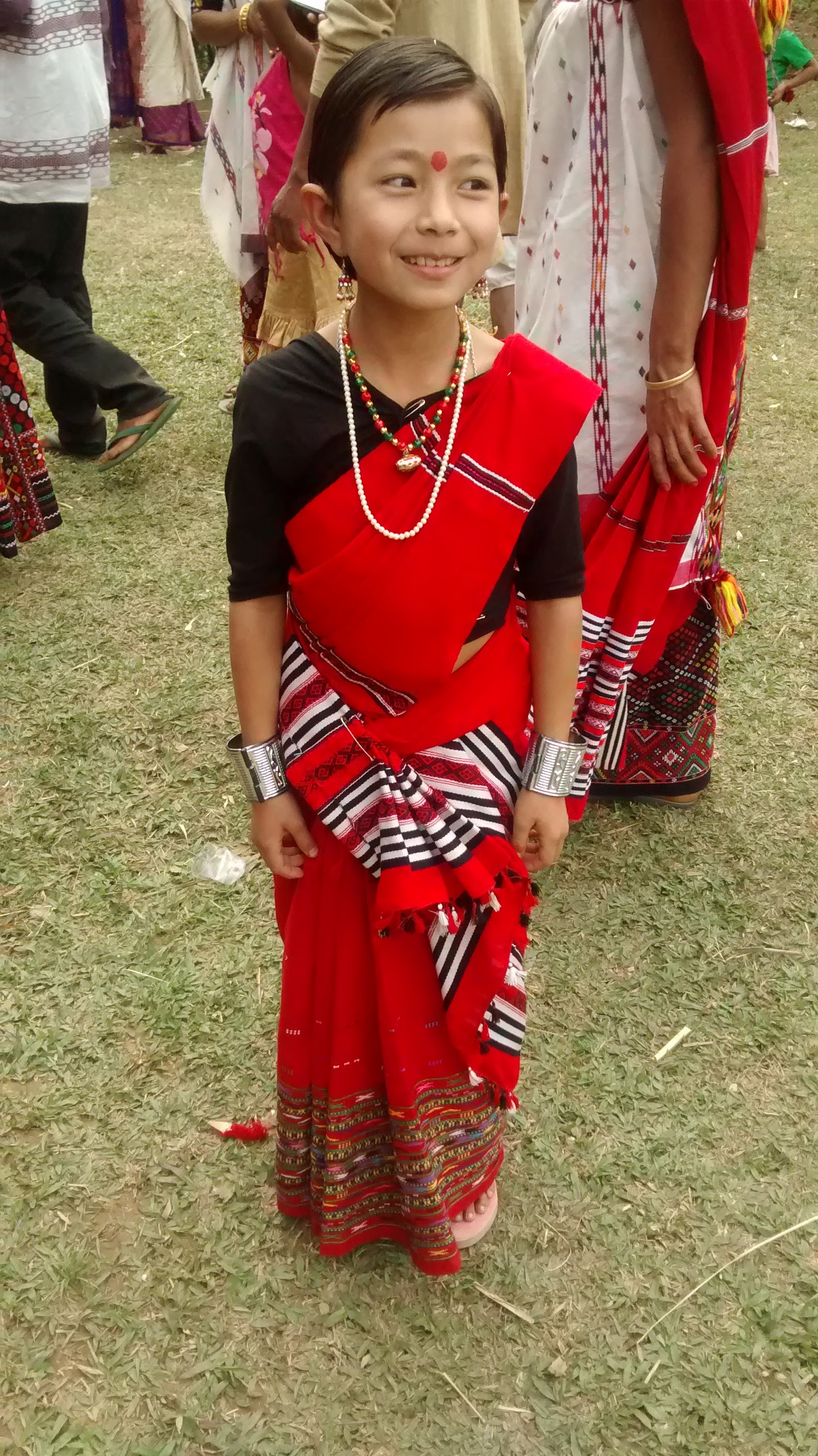
Une fillette Mising, dans son costume traditionnel

- Lereli - De temps en temps, toutes les sections de personnes présentes s'adonnent au chant et à la danse lereli dans le plaisir et la gaieté, en particulier lorsqu'elles rencontrent de vieux amis.

- Ejug Tapung Sohman - Il s'agit d'une forme de danse très ancienne exécutée avec l'accompagnement de l'ejug tapung, un instrument à vent ressemblant à celui utilisé par les charmeurs de serpents.

- Gumrag Sohman (Gumrag Paksong) - Cette danse est exécutée à l'occasion d'Ali-Aye-Ligang et à Mising Bihu.

- Lotta Sohman - Cette danse est exécutée en toute occasion, comme expression de joie ou de célébration communautaire. Anciens et jeunes, tous se joignent à ces danses

### Mariage
Les Mising sont une société patrilinéaire et patriarcale et ainsi, selon le droit coutumier, seuls les enfants mâles ont le droit d'hériter des biens d'une famille. Cependant, les filles peuvent hériter des vêtements et des bijoux de leurs mères[réf. nécessaire].
Les mariages parmi les Mising se déroulent de quatre manières : 
- les mariages formels par négociation (Midang);
- le mariage par fuite (Dugla-lanam);
- le mariage par une cérémonie très simple; et
- le mariage par la force (Kumna-sola-lanam ; note: cette dernière n'est pas une pratique habituelle de la tribu mais correspond plus à la mentalité de certains parents ou familles.

Le dernier cas, dans lequel un homme fait d'une femme sa femme contre son gré en l'extirpant d'un foyer et en commençant à vivre ensemble, n'est plus en pratique. 
L'extrême pauvreté ou certains inconvénients logistiques obligent parfois les familles à organiser un mariage du troisième type, dans lequel quelques anciens, invités dans la maison du marié, bénissent le futur couple autour de quelques bols de bière de riz - et le mariage est terminé. 
La forme de mariage la plus courante dans les zones rurales, encore de nos jours, est le mariage par fugue. Quand un garçon est amoureux d'une fille et a l'intention de l'épouser, mais ne peut pas se permettre le coût d'un mariage formel, ou s'attend à une certaine opposition au mariage de la part de la famille de la mariée, ou aimerait commencer une vie conjugale sans délai, il choisit la fuite avec la fille comme la meilleure option. 
Le plus souvent, les mariages par fugue sont suivis d'une juste reconnaissance sociale par de simples formalités. 
Les mariages formels sont arrangés par deux ou trois étapes de négociation, mais bien qu'arrangés par les parents ou les tuteurs, le mariage d'un garçon et d'une fille totalement inconnus l'un de l'autre, reste rare. Parmi ces cas, les mariages formels semblent avoir été influencés dans une large mesure par la pratique de tels mariages parmi leurs voisins de la vallée. 
Il est maintenant courant pour les parents instruits et aisés de célébrer les mariages de leurs enfants de manière formelle. La polygamie est autorisée selon le droit coutumier, mais elle n'est plus considérée comme un acte honorable[réf. nécessaire]. La polyandrie est totalement inconnue chez les Mising. Les veuves ou les veufs ont le droit de se remarier. Le droit coutumier autorise les divorces, mais ils ne sont pas fréquents[réf. nécessaire]. 
Il est également d'usage que les parents ou les tuteurs d'un époux paient une dot - la plupart du temps symbolique - aux parents ou aux tuteurs de la mariée. L'endogamie du clan est tabou[réf. nécessaire].

### Structure sociale
Bien que les colons anglais et les étrangers aient vu les Misings comme un seul groupe, les Misings étaient en fait constitués de nombreuses petites tribus autonomes. Chacune de ces tribus est établie dans une région contiguë et possède une identité et un folklore distincts. « Mising » est utilisé comme terme générique pour toutes ces différentes tribus qui ont migré vers les plaines à partir de la même région dans les collines. Cependant, tous les Misings parlent la même langue et suivent des rituels similaires, la plupart les considèrent donc comme une seule communauté. Ce point commun a également été reconnu par les Misings instruits au début du XXe siècle.
Les Misings croient qu'Abotani est leur ancêtre et est censé être le fils de la mère Soleil et du père Lune de la demeure céleste[réf. nécessaire]. Les Mising des plaines croient que Gu:mín est un des premiers ancêtres, l'ancêtre d'une famille linéaire d'Abotani. Les fils de Guhmín sont regroupés en plusieurs opin, ou clans, dont les noms sont représentés par les patronymes existants dans la société. Ce sont tous des frères de sang avec une restriction sociale concernant leurs relations matrimoniales.
Les Mising ont d'autres groupements tels que Moyengia, Oyengia et Sayengia etc., qui ne correspondent pas à l'opin. Les Misings ont également été divisés en Barogam et Dohgam, qui fut un système administratif introduit pendant le royaume de Chutia. Les concepts de Guhmin et d'Opin demeurent la base de la structure sociale des Mising.
Les Opin de Guhmin sont tous des frères de sang connus sous le nom d'urom bibosunam bírrang, originaires d'un père ancêtre commun et il n'y a aucune restriction à offrir des prières dans les rituels de la plate-forme commune générations ensemble. Il existe une autre forme de fraternité dans la société qui a été traditionnellement acceptée en tant que frère affilié ou tomin sunam bírrang, affilié à un autre opin. Dans les deux types de fraternités, le mariage entre soi est interdit.
Les différents opin incluent : Doley, Pegu, Bori, Gam, Charoh, Dao, Darig, Dang, Jimey, Kuli, Kutum, Kumbang, Kaman, Kardong, Kari, Lagachu, Loying, Modi, Moyong, Morang, Mili, Medok, Medhi, Misong, Narah, Ngate, Panging, Pasar, Perme, Pertin, Pait, Pagag, Patir, Patiri, Padi, Patgiri, Panyang, Payeng, Payun, Pao, Padun, Regon, Ratan, Chungkrang, Chintey, Charoh, Taw, Taye, Taid, Tayeng, Tayung et Yein.[réf. nécessaire]
Il existe d'autres classifications comme Delu, Dagdung, Dagtok, Mohying, Padam, Pagro, Oyan.[pas clair]
Le chef traditionnel d'un village Mising s'appelait un Ga:m. Il présidait les séances du conseil du village, le Kebang, qui délibérait sur différentes questions concernant le bien-être du village ainsi que sur d'éventuelles plaintes de membres ou de groupes de la communauté. Le Kebang était l'autorité légale, judiciaire et exécutive de la communauté, bien que le dernier mot sur toutes les questions, à l'exception de celles relatives à leur foi, était celui du Ga:m. 
Les affaires d'infractions sociales et pénales étaient également entendues par le Kebang et les personnes reconnues coupables étaient sanctionnées. Le Gam fut remplacé par un Gambura (gaonburha en langue mipak) un « fonctionnaire » pour le village, depuis l'époque des Britanniques. Kebang désigne désormais toute organisation, similaire à un sabha ou sangha dans d'autres langues indiennes.

### Logement
La maison Mising traditionnelle est bâtie sur pilotis. Elle a un toit en chaume et est modelée simplement comme la lettre « I ». Elle est généralement construite avec des poteaux en bois, des poutres, des fermes et des fourches en support, mais le bambou est largement utilisé pour les revêtements de sol et les toitures. Plus le nombre de familles vivant dans la même maison est élevé, plus le « I » sera long. Le grenier est construit un peu près de la maison et une étable aussi ne serait pas loin. Les villages ou hameaux sont généralement de grande taille, composés d'environ cinquante à soixante ménages en moyenne.

### Vêtements

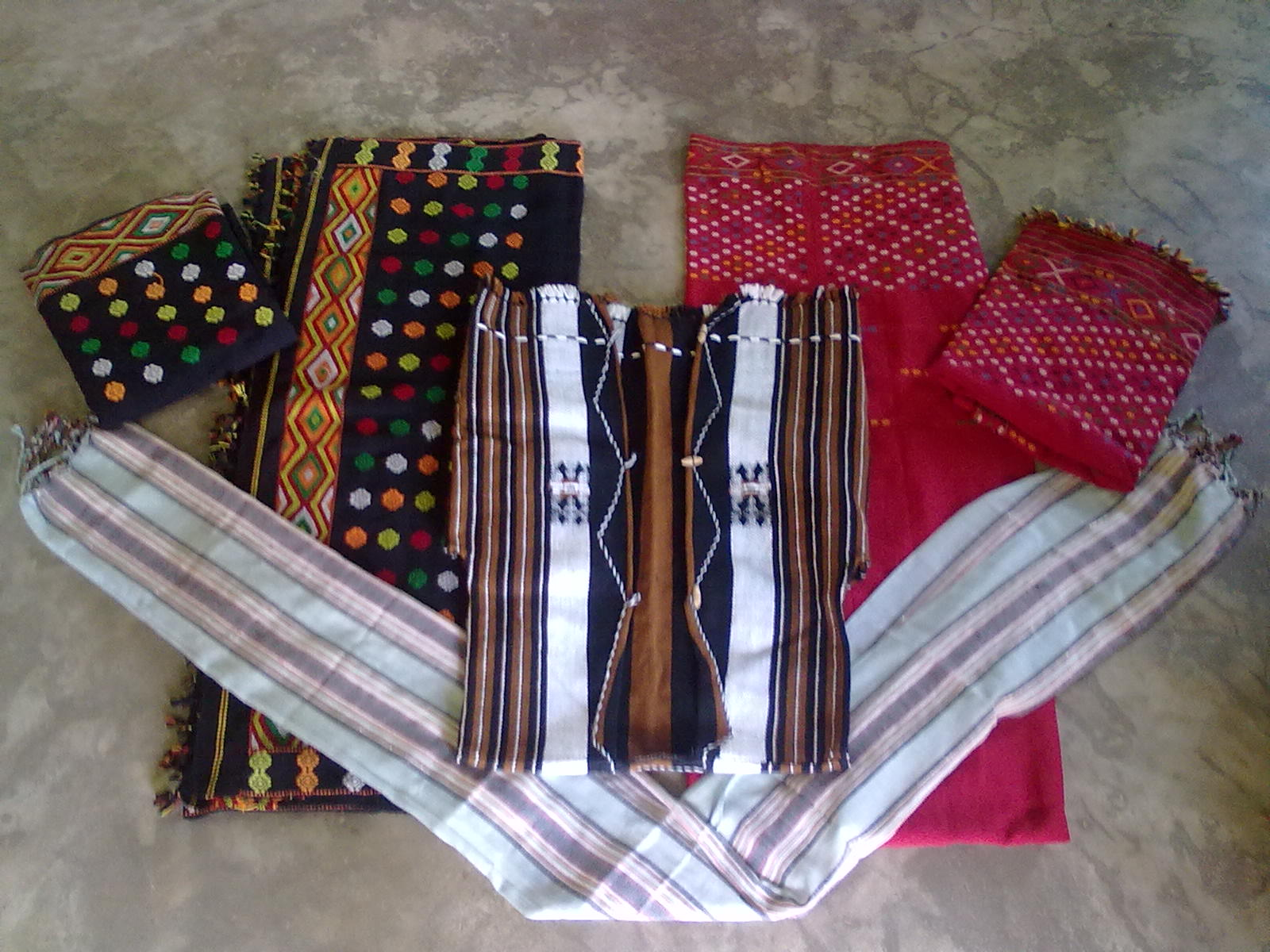
Robe traditionnelle masculine.

L'artisanat traditionnel du tissage est un aspect très important de la culture Mising et il est l'apanage de la femme Mising, qui commence sa formation dans le métier avant même d'avoir atteint l'adolescence. 
Tous les vêtements portés par les Mising sont tissés par les femmes au foyer. Les hommes portent des vestes en coton ( Mibu Galuk ), des serviettes en coton léger, des châles endi, des pagnes épais et, parfois, même des chemises. 
Les femmes portent une variété de vêtements, selon l'occasion. L'ege est un vêtement inférieur, composé d'une feuille de coton. Au-dessus de celui-ci peut être drapé un ri:bi ou Gaseng, les deux draps de coton utilisés pour couvrir l'ege et un chemisier. Cependant, alors que le ri:bi a des rayures étroites, le gaseng a de larges rayures de couleurs contrastées. Au lieu de cela, un Gero peut être porté : sorte de drap généralement blanc cassé, enroulé autour de la taille pour couvrir la partie inférieure du corps, ou autour de la poitrine pour couvrir le corps jusqu'aux genoux environ, ou un seleng gasor : un drap léger en coton, porté occasionnellement à la place d'un ri:bi ou d'un gaseng . D'autres formes de vêtements incluent le riya, un drap long et relativement étroit, enroulé étroitement autour de la poitrine. Les femmes mariées porteront le segrek, un morceau de tissu ample, enroulé autour de la taille pour couvrir l'ege jusqu'aux genoux. D'autres accessoires incluent un po:tub : un foulard servant à protéger la tête, et un nisek : un morceau de tissu pour transporter un bébé.
Avant que le fil, produit par les usines textiles modernes, ne soit disponible sur le marché, Misings cultivait le coton et obtenait du fil de coton par filature. L'utilisation de fil endi, obtenu à partir de vers nourris de feuilles de ricin, était autrefois courante chez eux. Cependant, ils ont appris l'utilisation de muga (soie obtenue à partir de vers à soie nourris d'une sorte de grand arbre, appelé som en assamais) et de paat (soie obtenue à partir de vers à soie nourris de feuilles de mûrier) auprès des communautés indigènes voisines de la vallée. 
Aujourd'hui encore, les femmes Mising tissent des étoffes en utilisant de la soie muga et paat, avec beaucoup de parcimonie. Ainsi, le tissage des vêtements de coton est le domaine principal du tisserand Mising. Elle a une bonne connaissance traditionnelle des teintures naturelles.
Les Mising ont également une couverture spéciale et complexe appelée gadu, duveteuse d'un côté et tissée sur un métier à tisser traditionnel. La chaîne se compose de coton filé en un fil épais et résistant, et la trame de coton est transformée en fil doux et coupée en petits morceaux pour l'insertion, pièce par pièce, pour former le duvet. Le tissage d'un gadu est une affaire très laborieuse comme le tissage de tapis coûteux, obligeant le tisserand à passer beaucoup de temps sur son métier à tisser, et, comme les jeunes femmes d'une famille n'auraient généralement pas assez de temps pour un tel travail, il ce sont les personnes âgées qui restent à la maison qui le font. Il y a eu un déclin drastique de l'artisanat gadu au cours des années qui ont suivi l'indépendance en raison de la disponibilité de couvertures bon marché sur le marché.

## Économie
L'agriculture est la pierre angulaire de l'économie des Misings. Ils cultivent différentes variétés de riz paddy, dont certaines sont semées au printemps pour être récoltées en été, d'autres repiquées pendant la saison des pluies et récoltées en automne. 
Ils cultivent aussi de la moutarde, des légumes secs, du maïs, des légumes, du tabac, du bambou, de l'arec, etc., principalement pour leur propre usage, à l'exception de la moutarde qui leur rapporte un peu d'argent. En général, ce sont de pauvres horticulteurs. 
Les femmes contribuent aux revenus de la famille en élevant des porcs, des volailles et, occasionnellement, des chèvres. 
Ce sont des acheteurs, et non des fabricants, d'ustensiles et de bijoux métalliques. Ils ne sont pas non plus connus pour la menuiserie. Cependant, ils fabriquent presque tous les outils nécessaires à leur vie quotidienne, tels que des paniers, des sacs de transport, des plateaux, des boîtes, des pièges à poissons de toutes sortes, des poulaillers, etc., en utilisant comme matériau le bambou et la canne. Les objets en bois qu'ils fabriquent comprennent leur mortier en forme de bateau et le pilon, et, bien sûr, des pirogues, indispensables pour les riverains vivant dans les zones inondables. Aujourd'hui, un petit pourcentage de leur population a différentes catégories d'emplois, en particulier dans le secteur public, le petit commerce, etc. comme sources de revenus

## Religion
Les Misings suivent leurs propres traditions, appelées Donyi Polo, c'est-à-dire célébrant le dieu du soleil et de la lune. Ils sont encore majoritairement animistes et ont adopté certains aspects du vaishnavisme après le mouvement bhakti initié par Sankardev.
Leur théogonie est la suivante : le premier fut Sedi babu, l'Être suprême. Il créa Melo-Nane, et ensemble ils créèrent Ditem (la Terre), Adi-Ditem (la montagne), Nei-Negan (arbres à feuilles vertes), Rukji-Merang (Acalypha indica et les insectes) et Peyi-Pettang (les oiseaux et autres animaux). Ces deux divinités créèrent également le soleil (Donyi) et Polo (la lune), le vent (echar), l'eau (aasi), le feu (eme) et d'autres aspects de l'univers.
Sedi créa alors Diling, dont le descendant Pedong donna naissance à Dopang, Domi et Doshing. Le fils de Domi, Miniyong est, dans cette mythologie, l'ancêtre des Mishings.
Ils croient en différents êtres surnaturels hantant la terre, généralement invisibles. 
Ces êtres surnaturels se répartissent en quatre catégories : 
- « uyu » ou « ui » - généralement des esprits malveillants habitant les eaux, les bois, les cieux, etc. capables de causer de grands dommages, y compris la dévastation physique;
- urom po-sum - les esprits planants des morts, qui peuvent causer maladie ou d'autres conditions défavorables;
- guhmeen-sohing - esprits ancestraux bienveillants; et
- epom-yapom - esprits habitant de grands arbres, qui ne sont généralement pas nocifs, mais qui peuvent occasionnellement enlever des êtres humains, causer une déficience physique ou mentale et les libérer plus tard.

À l'exception de l'epom-yapom, tous les êtres surnaturels doivent être apaisés par des offrandes sacrificielles (généralement de la volaille domestique), à la fois périodiquement et lors d'occasions spécifiques de maladie, de catastrophe, etc. Même les esprits gardiens bienveillants sont de temps en temps apaisés pour le bien-être général d'un ménage. Le culte de la nature en tant que tel n'est pas une pratique courante chez les Misings. Mais le dieu du tonnerre est apaisé de temps en temps, et bien qu'il ne soit ni adoré ni apaisé, le Soleil (qu'ils appellent Ane-Donyi « Mère Soleil ») et la Lune (qu'ils appellent Abu Polo « Père Lune ») sont invoqués le toutes les occasions propices.
Le chef de leur foi animiste s'appelle un mibu (également appelé miri plus tôt), leur prêtre ou homme-médecine, qui est censé être né avec des pouvoirs spéciaux de communion avec des êtres surnaturels. Alors que les mibus sont en voie de disparition parmi les Misings en raison de l'introduction de l'éducation et des soins de santé modernes parmi eux, la propitiation des êtres surnaturels continue de marquer leur vie religieuse.
De plus, ils ont adopté dans la vallée une sorte d'hindouisme monothéiste qui leur a été transmis par l'une des sectes du Vaishnavism de Sankardeva (1449-1568), le saint et poète de l'Assam. 
En tant que confessions, les deux formes – l'animisme et le Vaishnavisme – sont aux antipodes, mais elles ont coexisté dans la société Mising sans aucun conflit, principalement parce que leur forme du Vaishnavisme, telle qu'ils l'ont pratiqué, n'interfère pas avec leurs coutumes traditionnelles (boire de la bière de riz et manger du porc, ou les utiliser à des occasions socio-religieuses, par exemple). Leur vie religieuse dans la vallée a ainsi pris un caractère pleinement syncrétique.

### Festivals
Les gens Mising célèbrent divers festivals dans l'année, bien que, les deux principales fêtes traditionnelles des Misings sont Ali-aye-Ligang, et le Po:rag, liés à leur cycle agricole.

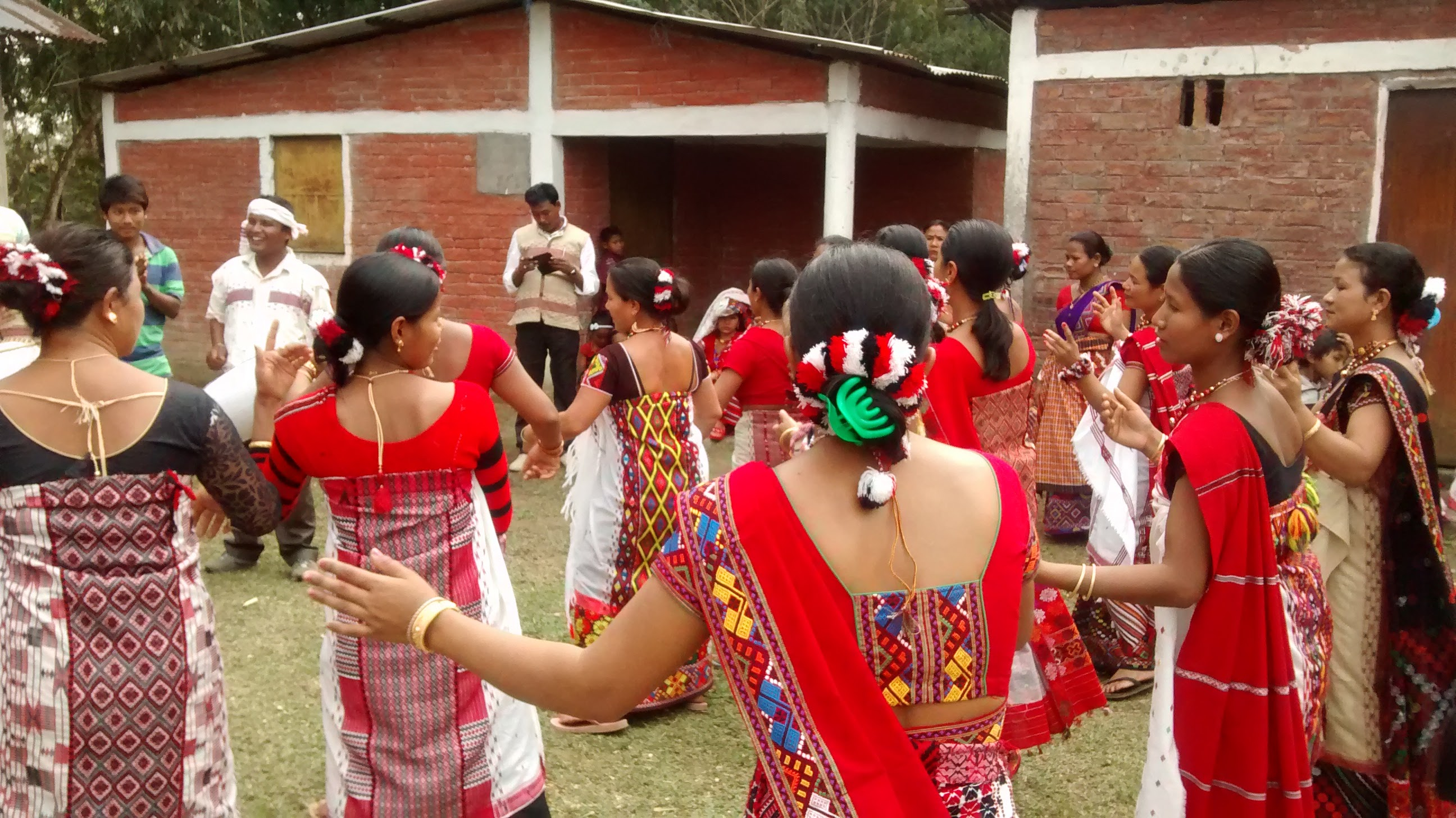
Femmes dansant sur Ali Ayé Lígang

Ali-Ayé-Lígang est une fête marquant le début de la saison des semailles, et marque le début d'un nouveau calendrier agricole. Ali-Ayé signifie graines dans une rangée, et Lígang signifie semer des graines. Ali-Ayé-Lígang commence le deuxième mercredi de février, considéré comme un jour propice, et dure cinq jours. Ali-Ayé-Lígang est un festival de cinq jours. Les célébrations commencent par les chefs de famille semant cérémonieusement des graines de riz dans un coin de leurs rizières respectives le matin et priant pour l'abondance des récoltes. Les jeunes hommes et femmes participent à l'occasion en chantant et en dansant la nuit dans la cour de chaque foyer des villages au son de tambours, de cymbales et d'un gong. Le gong n'est utilisé à aucune occasion festive autre que l'Ali-Ayé Lígang. De même, les tambours ont des rythmes spécifiques pour ce festival. La troupe accepte de chaque ménage des offres de bière de riz et de volailles. Une fois les chants et les danses terminés, les jeunes organisent un festin le troisième jour.
Po:rag est la fête post-récolte des Misings. 
La récolte du riz paddy en automne est maintenant très courante parmi les Misings et un Po:rag est généralement observé maintenant au début de l'hiver ou au début du printemps. Mais il fut un temps où une récolte en été était également très courante parmi eux et Po:rag était donc célébré plus tôt aux mois d'août ou de septembre également. Il s'agit un festival de trois jours très coûteux (réduit à deux jours voire un de nos jours, selon l'ampleur de la préparation des organisateurs en termes de nourriture et de boissons); tenu une fois tous les deux ou trois ans environ. 
Les animations pendant les célébrations sont ouvertes à tous, jeunes et moins jeunes, du village, et des invitations sont également formellement adressées à de nombreux invités, y compris certaines personnes des villages voisins, à se joindre aux célébrations. 
Plus important encore, il est d'usage à cette occasion d'inviter les femmes originaires du village mais mariées à des hommes d'autres villages et lieux, éloignés et proches. Cela fait de Po:rag un grand festival de retrouvailles et cousinages. Par ailleurs, outre les maris des femmes ainsi invitées, un groupe de jeunes hommes et femmes, sachant chanter et danser, est attendu pour accompagner chacun d'eux. Aucun concours officiel de chant, de danse et de percussions n'est organisé, mais la congrégation de nombreux chanteurs, danseurs et percussionnistes de différents villages, en plus de ceux du village, transforme le festival en une sorte de tournoi convivial de musique et de danse. 
La responsabilité exclusive de l'organisation du festival est dévolue à un groupe de jeunes hommes et femmes, appelé Meembir-yamey (littéralement, « jeunes femmes-jeunes hommes »). L'organisation est gérée avec un bon degré de discipline, suivant les dispositions d'un code de conduite non écrit mais bien respecté. Les individus égarés sont entendus et sanctionnés s'ils sont reconnus coupables.
Une autre occasion appelée Dobur est un rite animiste exécuté occasionnellement par la communauté du village en sacrifiant une truie et quelques poules à différentes fins, comme d'éviter une mauvaise récolte probable et assurer le bien-être général de la communauté, ou encore pour éviter les effets néfastes d'un acte répréhensible de la part d'un membre de la communauté, etc. 
L'observance du Dobur varie selon son but. Dans la forme la plus courante, les jeunes hommes d'un village frappent les murs de chaque maison du village d'un bout à l'autre avec de gros bâtons pour chasser les fantômes et les « gobelins » qui se cacheraient dans les coins et recoins et accomplissent le rite sacrificiel en dehors du village. Ce rite est suivi d'un festin. Toute personne passant par inadvertance sur le lieu du rite doit s'y arrêter jusqu'au soir sous peine de payer une amende.
Certaines des caractéristiques des danses Bihu, garçons et filles dansant ensemble par exemple, peuvent avoir été empruntées aux Misings.

## Célébrités
- Indira Miri, éducatrice indienne.
- Shakuntala Doley Gamlin, responsable de l'IAS.
- Ganesh Kutum, homme politique.
- Naba Kumar Doley, homme politique.
- Tabu Taid, auteur indien.
- Jadav Payeng, ouvrier.
- Bhubon Pegu, homme politique.
- Lalit Kumar Doley, homme politique indien.
- Mrinal Miri, philosophe indien.
- Bharat Narah, homme politique
- Rajib Lochan Pegu, homme politique
- Tarun Chandra Pamegam, écrivain